# Кобяков, Анатолий Николаевич
Анатолий Николаевич Кобяков (14 мая 1915 — 21 июля 1987) — советский хозяйственный, государственный и политический деятель.

## Биография
Родился в 1915 году в Богородицке. Член ВКП(б).
С 1939 года — на хозяйственной, общественной и политической работе. В 1939—1980 гг. — на инженерных должностях на машиностроительных заводах СССР, директор Ковровского станкостроительного завода, 1-й секретарь Ковровского городского комитета КПСС, секретарь, 2-й секретарь Владимирского областного комитета КПСС,
1-й секретарь Владимирского промышленного областного комитета КПСС, 2-й секретарь Владимирского областного комитета КПСС, начальник Отдела, член Государственного планового комитета СМ СССР, начальник Сводного отдела машиностроения и металлообработки Государственного планового комитета СССР.
Избирался депутатом Верховного Совета РСФСР 6-го и 7-го созывов.
Умер 21 июля 1987 года после тяжелой продолжительной болезни.